# Борзнянська районна центральна бібліотека
Борзнянська районна центральна бібліотека — інформаційний, краєзнавчий, культурно-просвітницький, дозвіллєвий центр Борзнянського району. Одна з найстаріших бібліотек в Чернігівській області.

## Історія
Заснована в 1870 як Борзенська земська бібліотека. З 1871 розміщувалась на території теперішнього сільськогосподарського технікуму в будинку Кордюків. Попечителем бібліотеки був Тарновський Василь Васильович (молодший).
Одним із перших бібліотекарів Борзнянської публічної бібліотеки була Олена Йосипівна Богатько (1868—1918), яка проживала в найманому будиночку в технікумі (перший будинок справа при вході на подвір'я технікуму).
В сучасному приміщенні бібліотека знаходиться з 1936 року.
В 1949—1954 в приміщенні бібліотеки знаходилась і дитяча бібліотека.
З 1978 стала центральною бібліотекою у створеній цього року централізованій бібліотечній системі. Бібліотека почала отримувати щороку більше ніж 5 тис. нових надходжень, велику кількість періодичних видань, діафільмів та іншого.
В 1982 році бібліотека за клопотанням депутата Верховної Ради УРСР Олени Федорівни Нетреби отримала бібліобус, організувався відділ нестаціонарного обслуговування.